# Polyrhachis carbonaria
Polyrhachis carbonaria är en myrart som beskrevs av Smith 1857. Polyrhachis carbonaria ingår i släktet Polyrhachis och familjen myror. Inga underarter finns listade i Catalogue of Life.